# A.M. (album)
Pour les articles homonymes, voir AM.
 (février 2017).
Si vous disposez d'ouvrages ou d'articles de référence ou si vous connaissez des sites web de qualité traitant du thème abordé ici, merci de compléter l'article en donnant les références utiles à sa vérifiabilité et en les liant à la section « Notes et références ».
Albums de Wilco
Being There
(1996)
A.M. est le premier album du groupe groupe de rock contemporain américain Wilco, paru en 1995.

## Liste des titres
| 1.    | I Must Be High                   | 2:59 |
| 2.    | Casino Queen                     | 2:45 |
| 3.    | Box Full of Letters              | 3:05 |
| 4.    | Shouldn't Be Ashamed             | 3:28 |
| 5.    | Pick Up the Change               | 2:56 |
| 6.    | I Thought I Held You             | 3:49 |
| 7.    | That's Not the Issue             | 3:19 |
| 8.    | It's Just That Simple (Stirratt) | 3:45 |
| 9.    | Should've Been in Love           | 3:36 |
| 10.   | Passenger Side                   | 3:33 |
| 11.   | Dash 7                           | 3:29 |
| 12.   | Blue Eyed Soul                   | 4:05 |
| 13.   | Too Far Apart                    | 3:44 |
| 44:44 |                                  |      |